# Toni Hagen

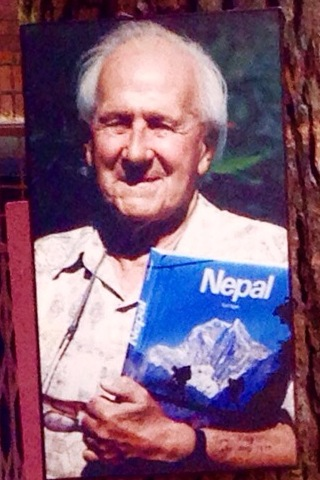
Toni Hagen anlässlich einer Fotoausstellung vom Nepal Tourism Board 2016

Toni Hagen (* 17. August 1917 in Luzern; † 18. April 2003 auf der Lenzerheide) war ein Schweizer Geologe und Pionier der Schweizer Entwicklungszusammenarbeit.
Toni Hagen besuchte die Eidgenössische Technische Hochschule in Zürich und erwarb sich 1941 ein Diplom als Ingenieur-Geologe. 1943 promovierte er mit einer Arbeit über die Geologie der Walliser Alpen. Nach einer Anstellung am Geodätischen Institut der ETH nahm er 1950 an der ersten Schweizer Entwicklungshilfemission nach Nepal teil, die als erste Europäer auf Einladung des Maharadschas des Land besuchen konnte. 1952 wurde er von der nepalesischen Regierung als Regierungsgeologe angestellt und erforschte im Auftrag der Vereinten Nationen die geologischen Bedingungen des Himalaja-Staates. Ziel war es dabei, Lagerstätten von Bodenschätzen aufzufinden und Luftbildaufnahmen wissenschaftlich auszuwerten.
Seine Position ermöglichte es ihm, auch abgelegene, Ausländern bis dahin verbotene Gebiete des Landes zu besuchen. Dabei sammelte er umfangreiche Gesteinsproben und Filmmaterial.
Nach der gewaltsamen Unterwerfung Tibets durch die Volksrepublik China 1959 machte er seinen Einfluss beim nepalesischen König geltend, um die Rettung und Aufnahme zehntausender tibetischer Flüchtlinge zu ermöglichen. 1961 und 1962 war er als Chefdelegierter des Internationalen Komitees vom Roten Kreuz für deren Ansiedlung in Nepal und anderen Ländern zuständig. In seinem Heimatland Schweiz setzte er sich stark für die Aufnahme tibetischer Flüchtlinge ein. Während dieser Zeit gewann er auch das Vertrauen des Dalai Lama, dessen Tonbandaufnahmen er aus dem indischen Exil übermittelte.
Entwicklungshilfeaufgaben im Rahmen von Einsätzen der UNO, insbesondere des UNDP, führten ihn bis 1972 in zahlreiche Länder der Erde. Auch nach seinem Rücktritt von der UNO fungierte er neben publizistischer Tätigkeit und einem Lehrauftrag an der ETH als Berater für verschiedene Entwicklungs- und Katastrophenhilfeorganisationen und bereiste deren Operationsgebiete. 1980 verlieh ihm die Universität Basel für seine Verdienste in der Entwicklungszusammenarbeit einen Ehrendoktor der Medizin.
1999 drehte Toni Hagen an Originalschauplätzen den Film „Der Ring des Buddha“, in den er auch Originalmaterial aus den 1960er Jahren einbaute. Die Rahmenhandlung wird von einem Versprechen bestimmt, das der junge Toni Hagen einem der tibetischen Flüchtlinge, dem Mönch Chogye Trishen Rimpoche, einem Lehrer des Dalai Lamas gegeben hat. Dieser vertraut ihm einen Ring an, wünscht aber, Hagen möge ihn besuchen, wenn sich das Leben des Mönchs dem Ende zuneigt. Diesem Wunsch kommt Hagen nach und findet Chogye Trishen Rimpoche in einem abgelegenen Kloster, um ihm den Ring zurückzugeben.
Die Reise nach Nepal war die letzte von Toni Hagen. Im April 2003 starb er, ein Vierteljahr nach dem Kinostart seines Films, und nur drei Tage nach dem Tod seiner Frau Gertrud, auf der Lenzerheide.

## Werke
- Hagen, Toni: Geologie des Mont Dolin und des Nordrandes der Dent Blanche-Decke zwischen Mont Blanc de Cheilon und Ferpècle (Wallis). Bern, Kümmerly & Frey, 1948. Diss. ETH
- Hagen, Toni: Nepal: Königreich am Himalaya. Bern, Kümmerly und Frey, 1980. ISBN 3-259-08121-6
- Hagen, Toni: Wege und Irrwege der Entwicklungshilfe: das Experimentieren an der Dritten Welt. Zürich, Verl. Neue Zürcher Zeitung, 1988. ISBN 3-85823-167-2
- Hagen, Toni: Brücken bauen zur Dritten Welt: Erinnerungen an Nepal 1950–1992. Sankt Augustin, Academia Verlag, 1992. ISBN 3-88345-374-9